# Ensemble (musical)
Ensemble in een musical, opera of andere (muziek)theaterproductie is de verzamelnaam voor een groep spelers die in diverse nummers, vaak koornummers, meedansen en -zingen en ook enkele kleinere rollen voor hun rekening nemen. Vaak zijn één of meer ensembleleden ook understudy voor de belangrijkere rollen.
Strikt genomen zijn figuranten in films en televisieseries ook ensembleleden te noemen.